# Рязанцев, Юрий Иванович (актёр)
Ю́рий Ива́нович Ряза́нцев (20 сентября 1940, Котяминер, Мари-Турекский район, Марийская АССР, РСФСР, СССР — 2 сентября 1993, Йошкар-Ола, Марий Эл, Россия) — марийский советский актёр театра, театральный режиссёр, поэт. Актёр, заведующий литературно-драматической частью Марийского театра драмы имени М. Шкетана (1965—1993). Народный артист Марийской ССР (1991). Лауреат Государственной премии Республики Марий Эл (1993, посмертно).

## Биография
Родился 20 сентября 1940 года в деревне Котяминер ныне Параньгинского района Марий Эл в крестьянской семье.
Окончив в 1954 году 7 классов Елеевской средней школы Параньгинского района Марийской АССР, поступил на отделение физического воспитания Йошкар-Олинского педагогического училища. После этого в 1959—1960 годах работал учителем физкультуры в Елеевской школе.
В 1965 году окончил ГИТИС (курс Н. Чеврановой и П. Лесли — I национальная студия).
В 1965—1993 годах — актёр Марийского государственного театра имени М. Шкетана, в 1988—1990 годах возглавлял литературно-драматическую часть этого театра.
Скончался 2 сентября 1993 года в Йошкар-Оле.

## Творчество
Первая роль — Папа Карло в дипломном спектакле студии «Шӧртньӧ сравоч» (А. Толстой «Золотой ключик», 1965). Среди первых созданных актером образов – Миклай (А. Асаев «Товатлыме куэ» / «Клятвенная берёза», 1967), Володя (А. Мирзагитов «Салтакын эргыже» / «Сын солдата», 1968), Ямай (А. Волков «Алдиар», 1969) и др. Одной из значительных работ актёра стала роль купца Вожеватова в «Бесприданнице» А. Островского («Кузыкдымо ÿдыр», 1968). Оттолкнувшись от интересного внешнего рисунка роли, актер шёл к раскрытию внутренних движений души своего героя. В драме А. Кицберга «Вувер ӱдыр» («Оборотень», 1969) создал образ Маргуса, точно передав психологию слабовольного человека, беспомощного при разрешении трудных жизненных коллизий.
Экзаменом на творческую зрелость стала для молодого актёра работа над ролью Золтана Щебёка (И. Шаркади «Йомдарыме пиал» / «Потерянный рай», 1971). Спектакль получил высокую оценку жюри Фестиваля венгерской пьесы на советской сцене (1971) и был удостоен диплома Министерства культуры СССР.
Им сыграно множество ролей в спектаклях по пьесам национальной, русской классической и мировой драматургии: Микале (С.Чавайн «Илыше вӱд» / «Живая вода», 1968), Вачук (Н. Лекайн «Кÿртньӧ вий» / «Жизненная сила». 1971), Мачук (М. Шкетан «Ачийжат-авийжат…» / «Эх, родители!..», поста. 1970), урядник Сармаев и поручик Крутояров в пьесах С. Николаева «Салика» (1976) и «Комиссарын чапше («Честь комиссара», 1974) и др. Сыграл ряд разноплановых ролей классического репертуара: Эйлиф (Б. Брехт «Вуянче ава ден шочшыжо-влак» / «Мамаша Кураж и её дети», 1975), Пятеркин (М. Горький «Васса Железнова», 1976), Эдмонд (В. Шекспир «Лир кугыжа» / «Король Лир», 1984) и др.
Занимался и режиссёрской работой: поставил спектакли по пьесам В. Бояриновой «Овда» (1979), В. Абукаева «Ушкал йомын огыл» / «Корова не пропала» (1985), А. Кицберга «Ургызо Ыкх» / «Портной Ыкх» (1993).
Жажда творчества актёра нашла воплощение в смежных с театром областях: в 1983 году он сыграл небольшую роль в фильме В. Квирикашвили «Кто сильнее его».
О мастерстве актёра, глубоком знании жизни и психологии нашего современника свидетельствовали созданные им образы в спектаклях по произведениям современных марийских драматургов: Чокий (В. Регеж-Горохов «Кугезе муро» / «Песня предков», 1979), Илья Булыгин (М. Рыбаков «Оза вате» / «Хозяйка», 1986), Миклай (К. Коршунов «Шӱм парым» / «Долг сердца», 1988), Сидор (Л. Яндаков «Тулык ава» / «Кукушка», 1989 и др.). Этапными работами в творческой биографии актера стали роли Сарафанова в комедии А. Вампилова «Кугэрге» («Старший сын», 1990) и правдоискателя Савлия в фантасмагории М. Рыбакова «Мокмыр» («Похмелье», 1990).
Как актёр, сценарист и режиссёр принимал участие в создании телевизионных спектаклей по произведениям марийских писателей: «Йошкар оҥан кайык» («Красногрудая птица») по поэме С. Николаева, «Элнет» по роману С. Чавайна, «Тургым» («Страда») по повести Ю. Артамонова и др.
Стихи писать начал ещё в школе. Серьёзно увлёкся поэзией во время учёбы в ГИТИСе. Стихам поэта присущи философская масштабность мысли, глубокий лиризм и чувство движения времени. В 1987 году отдельным изданием вышел его поэтический сборник «…Шогем курнывожышто» («…Стою на перепутье века»). 
Его поэтические произведения публиковались в газетах Марийской АССР, журнале «Ончыко», еженедельнике «Литературная Россия» (Москва). Его перу принадлежит ряд поэм. На его стихи марийскими композиторами написаны песни.  
В 2010 году выпущена книга к 70-летию со дня рождения Ю. Рязанцева «Ӱмыржӧ айдемын — ош волгенче» («Жизнь человека – вспышка молнии»), куда вошли стихи, поэмы, песни, переводы его стихов на русский язык.
В 1979 году ему присвоено звание «Заслуженный артист Марийской АССР», в 1991 году — почётное звание «Народный артист Марийской ССР». В 1993 году ему посмертно присуждена Государственная премия Республики Марий Эл.

## Основные произыведения
Далее представлен список основных произведений Ю. Рязанцева:
- Корно памаш: почеламут-влак // Ончыко. — 1977. — № 6. — С. 67—72.
- Шогем курым корнывожышто: почеламут-влак [...Стою на перекрёстках века: стихи]. — Йошкар-Ола, 1989. — 80 с.
- Возеш тӱшка пашашке ӱмырна: почеламут-влак // Ончыко. — 1990. — № 4. — С. 62—64.
- Нарынче, нарынче: поэма // Ончыко. — 1993. — № 5. — С. 93—97.

## Основные роли
Список основных ролей Ю. Рязанцева:
- Папа Карло (А. Толстой «Шӧртньӧ сравоч» / «Золотой ключик», 1965)
- Миклай (А. Асаев «Товатлыме куэ» / «Клятвенная берёза», 1967)
- Володя (А. Мирзагитов «Салтакын эргыже» / «Сын солдата», 1968)
- Ямай (А. Волков «Алдиар», 1969)
- Вожеватов (А. Островский «Кузыкдымо ÿдыр» / «Бесприданница», 1968)
- Маргус (А. Кицберг «Вувер ӱдыр» / «Оборотень», 1969)
- Золтан Щебёк (И. Шаркади «Йомдарыме пиал» / «Потерянный рай», 1971)
- Микале (С. Чавайн «Илыше вӱд» / «Живая вода», 1968)
- Вачук (Н. Лекайн «Кÿртньӧ вий» / «Жизненная сила». 1971)
- Мачук (М. Шкетан «Ачийжат-авийжат…» / «Эх, родители!..», 1970)
- Урядник Сармаев, поручик Крутояров (С. Николаев «Салика», 1976; «Комиссарын чапше / «Честь комиссара», 1974)
- Эйлиф (Б. Брехт «Вуянче ава ден шочшыжо-влак» / «Мамаша Кураж и её дети», 1975)
- Пятеркин (М. Горький «Васса Железнова», 1976)
- Чокий (В. Регеж-Горохов «Кугезе муро» / «Песня предков», 1979)
- В. Квирикашвили «Кто сильнее его» (1983)
- Эдмонд (У. Шекспир «Лир кугыжа» / «Король Лир», 1984)
- Илья Булыгин (М. Рыбаков «Оза вате» / «Хозяйка», 1986)
- Миклай (К. Коршунов «Шӱм парым» / «Долг сердца», 1988)
- Сидор (Л. Яндаков «Тулык ава» / «Кукушка», 1989)
- Сарафанов (А. Вампилов «Кугэрге» / «Старший сын», 1990)
- Савлий (М. Рыбаков «Мокмыр» / «Похмелье», 1990)

## Основные постановки
Список основных постановок Ю. Рязанцева:
- В. Бояринова «Овда» (1979)
- С. Николаев «Йошкар оҥан кайык» («Красногрудая птица»)
- В. Абукаев «Ушкал йомын огыл» («Корова не пропала», 1985)
- С. Чавайн «Элнет»
- Ю. Артамонов «Тургым» / «Страда»
- А. Кицберг «Ургызо Ыкх» («Портной Ыкх», 1993)

## Признание
- Народный артист Марийской ССР (1991)[3]
- Заслуженный артист Марийской АССР (1979)[3]
- Государственная премия Республики Марий Эл (1993, посмертно) — за высокое исполнительское мастерство и создание серии телевизионных и радиоспектаклей[3]

## Память
- 20 сентября 2010 года в Йошкар-Оле по улице Чехова, 74, где в 1975—1993 годах проживал народный артист Марийской АССР Ю. И. Рязанцев, состоялось торжественное открытие мемориальной доски[5][6][7][8].
- 21 сентября 2010 года на здании Елеевской общеобразовательной средней школы Параньгинского района Марий Эл установлена мемориальная доска выпускнику, народному артисту Марийской АССР, лауреату Государственной премии Марий Эл, поэту Ю. И. Рязанцеву[9].
- Ежегодно в октябре в Елеевской общеобразовательной средней школе проходят Рязанцевские чтения в номинациях «Художественное чтение» и «Авторское произведение». Участниками чтений являются обучающиеся школ Параньгинского района[9].